# Donnstags-Nachrichten von Zürich

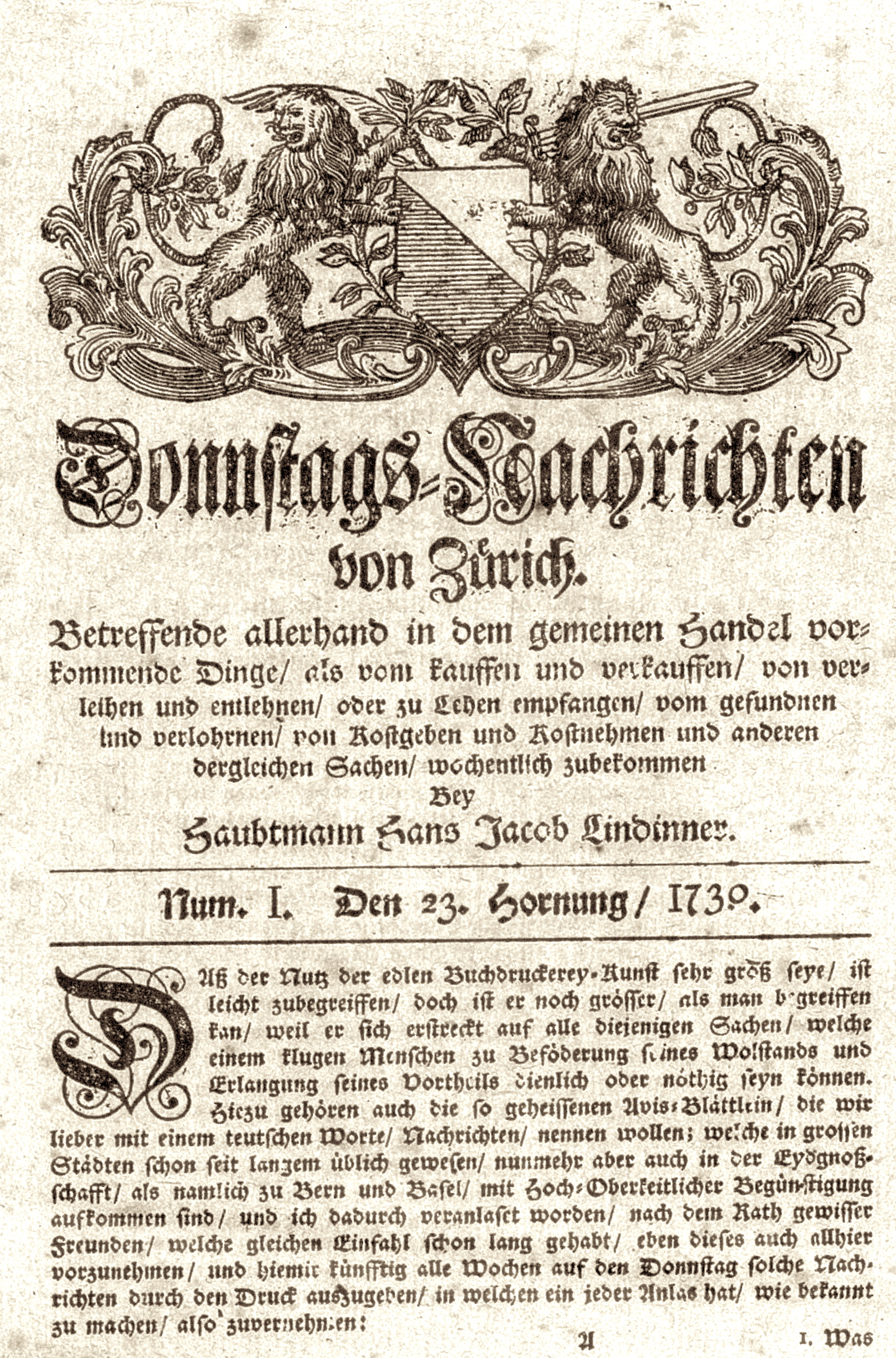
Erstausgabe vom 23. Februar 1730

Die Donnstags-Nachrichten von Zürich erschienen erstmals am 23. Februar 1730 und zählen zu den frühesten Intelligenzblättern der Schweiz. Herausgegeben wurden sie von Hans Jakob Lindinner, einem Buchbinder, Buchhändler und ehemaligen Hauptmann, der zur Verbreitung der Inserate ein sogenanntes Berichthaus einrichtete. Dieses diente als Annahmestelle für Anzeigen sowie als Vermittlungsstelle für Kauf, Verkauf, Miete, Dienstleistungen und Fundsachen. Im Volksmund war es als «Blättlihuus» bekannt.

## Hans Jakob Lindinner
Hans Jakob Lindinner wurde 1683 in Zürich geboren und starb dort 1740. Er war reformiert und stammte aus einer alteingesessenen Zürcher Familie. Sein Vater war Johann Heinrich, Buchbinder und Verleger, seine Mutter Margaretha Syfrig. In jungen Jahren diente Lindinner in der niederländischen Armee und brachte es dort bis zum Hauptmann. Nach seiner Rückkehr nach Zürich handelte er mit Druckerzeugnissen und begründete seinen Ruf als bedeutende Verlegerpersönlichkeit, indem er 1714–1726 die Monatlichen Gespräche von Johann Heinrich Tschudi herausgab. Lindinner gilt als erster Zeitschriftenherausgeber der Schweiz und trat auch als Kritiker der Zensur hervor.

## Geschichte
Das Intelligenzblatt orientierte sich am Basler Avis-Blatt und folgte einer klaren Struktur: Die Inserate («Puncten») wurden nummeriert, knapp formuliert und nach Rubriken gegliedert. Inhaltlich deckten sie Warenverkauf, Mietangebote, Stellengesuche, Dienstleistungen und Fundsachen ab.
Lindinner legte Wert auf Ordnung und Transparenz. Er führte ein nummeriertes Register aller eingereichten Anzeigen und stellte es der Öffentlichkeit zur Verfügung: «Demnach würde dort über publicirende Sachen […] eine fleissige Buchhaltung gehalten werden; alle Puncten / wie sie in den Druck kommen / und mit gleichen Numeren genau eingetragen / und über alles jedermann / dem ein mehrers zuwisssen nöthig ist / im Addresse-Contoir guter Bescheid gegeben werden.»
Anzeigen wurden jeweils montags entgegengenommen, dem sogenannten «Verhörtag». Lindinner forderte die schriftliche Einsendung unter Namensnennung und lehnte mündliche Aufträge durch Dienstpersonal ab. Er versprach Diskretion bei sensiblen Informationen: «In Ansehung derer Umständen / welche man nicht gern jedem entdecket würde vertraut[e] Verschwiegenheit eingehalten werden.»
Zunächst wurde für die Veröffentlichung eine «kleine Vergeltung» erwartet, später betrug die Gebühr je nach Wert der Ware zwischen zwei und vier Schilling. Fundanzeigen waren kostenlos; bedürftigen Personen wurden die Kosten teils erlassen.
Ab 1733 wurden die Räumlichkeiten des Berichthauses erweitert, um auch Waren auszustellen. Ein Eigenhandel wurde jedoch ausgeschlossen. Das Berichthaus arbeitete mit ähnlichen Einrichtungen in Basel, Bern, St. Gallen und Schaffhausen zusammen, etwa bei der Suche nach vermissten Personen.
Im Jahr 1735 übernahm eine Gesellschaft aus Lindinners Brüdern Joseph und Johannes sowie dem Pfarrer Johann Rudolf Ziegler die Leitung des Berichthauses. Ab 1753 betrieb das Berichthaus eine eigene Druckerei.
Die Zeitung wurde mehrmals umbenannt:
- 1730: Donnstags-Nachrichten von Zürich
- 1746: Mit Hoher Verwilligung von Zürich auszugebende Donnerstags Nachrichten
- 1781: Donnerstagsblatt
- 1793: Hoch Obrigkeitlich bewilligtes Donnerstags Blatt
- 1797: Hochobrigkeitlich bewilligtes Donnerstags Blatt von Zürich
- 1801: Zürcher Wochenblatt[1]
- 1837 ging aus der Zeitung das Tagblatt der Stadt Zürich hervor. Der Begriff «Berichthaus» wurde ab 1895 als Firmenname der Druckerei verwendet, die bis 2004 Bestand hatte.[4]